# Granzay-Gript
Granzay-Gript is een gemeente in het Franse departement Deux-Sèvres (regio Nouvelle-Aquitaine) en telt 824 inwoners (2005). De plaats maakt deel uit van het arrondissement Niort.

## Geografie
De oppervlakte van Granzay-Gript bedraagt 21,7 km², de bevolkingsdichtheid is 38,0 inwoners per km².
De onderstaande kaart toont de ligging van Granzay-Gript met de belangrijkste infrastructuur en aangrenzende gemeenten.

## Demografie
Onderstaande figuur toont het verloop van het inwonertal (bron: INSEE-tellingen).

1. ↑  Populations de référence 2022.